# Ölands runinskrifter 20
Ölands runinskrifter 20 är en försvunnen vikingatida runsten som fanns på Hulterstads kyrkogård, Hulterstads socken och Mörbylånga kommun. På den enda avbildning som finns av stenen finns inga ornament. Runstenen har emellertid troligen varit försedd med sådana.

## Inskriften
Translitterering av runraden:
[... ...þi kuntu sina ...]
Normalisering till runsvenska:
... ... kunu(?) sina(?) ...
Översättning till nusvenska:
... sin(?) hustru(?)...